# ریچارد اوسوالد
ریچارد اوسوالد (انگلیسی: Richard Oswald; ۵ نوامبر ۱۸۸۰ – ۱۱ سپتامبر ۱۹۶۳) یک کارگردان اهل اتریش بود.

## فیلم‌شناسی
- ۱۹۱۴
- افسانه‌های هافمن
- کاگلیوسترو
- ترور
- دور دنیا در هشتاد روز
- مهرگیاه